# سيدني أندرسون (سياسي)
سيدني أندرسون (بالإنجليزية: Sydney Anderson)‏ هو سياسي بريطاني، ولد في 23 أبريل 1949 في المملكة المتحدة. حزبياً، نشط في الحزب الديمقراطي الاتحادي. وقد انتخب عضو الجمعية التشريعية الثالثة لأيرلندا الشمالية عن دائرة بان العليا ‏ وقد انضم خلال فترته النيابية ‏ (1 يوليو 2010 – 24 مارس 2011)  للكتلة البرلمانية الحزب الديمقراطي الاتحادي وفي انتخابات الجمعية التشريعية لأيرلندا الشمالية، 2011 ‏، انتخب عضو الجمعية التشريعية الرابعة لأيرلندا الشمالية ‏ عن دائرة بان العليا ‏ وقد انضم خلال فترته النيابية ‏ (6 مايو 2011 – 24 مارس 2016)  للكتلة البرلمانية الحزب الديمقراطي الاتحادي وفي 2016 Northern Ireland Assembly election ‏، انتخب Member of the 5th Northern Ireland Assembly ‏ عن دائرة بان العليا ‏ وقد انضم خلال فترته النيابية ‏ (7 مايو 2016 – 26 يناير 2017)  للكتلة البرلمانية الحزب الديمقراطي الاتحادي.